# Serapis

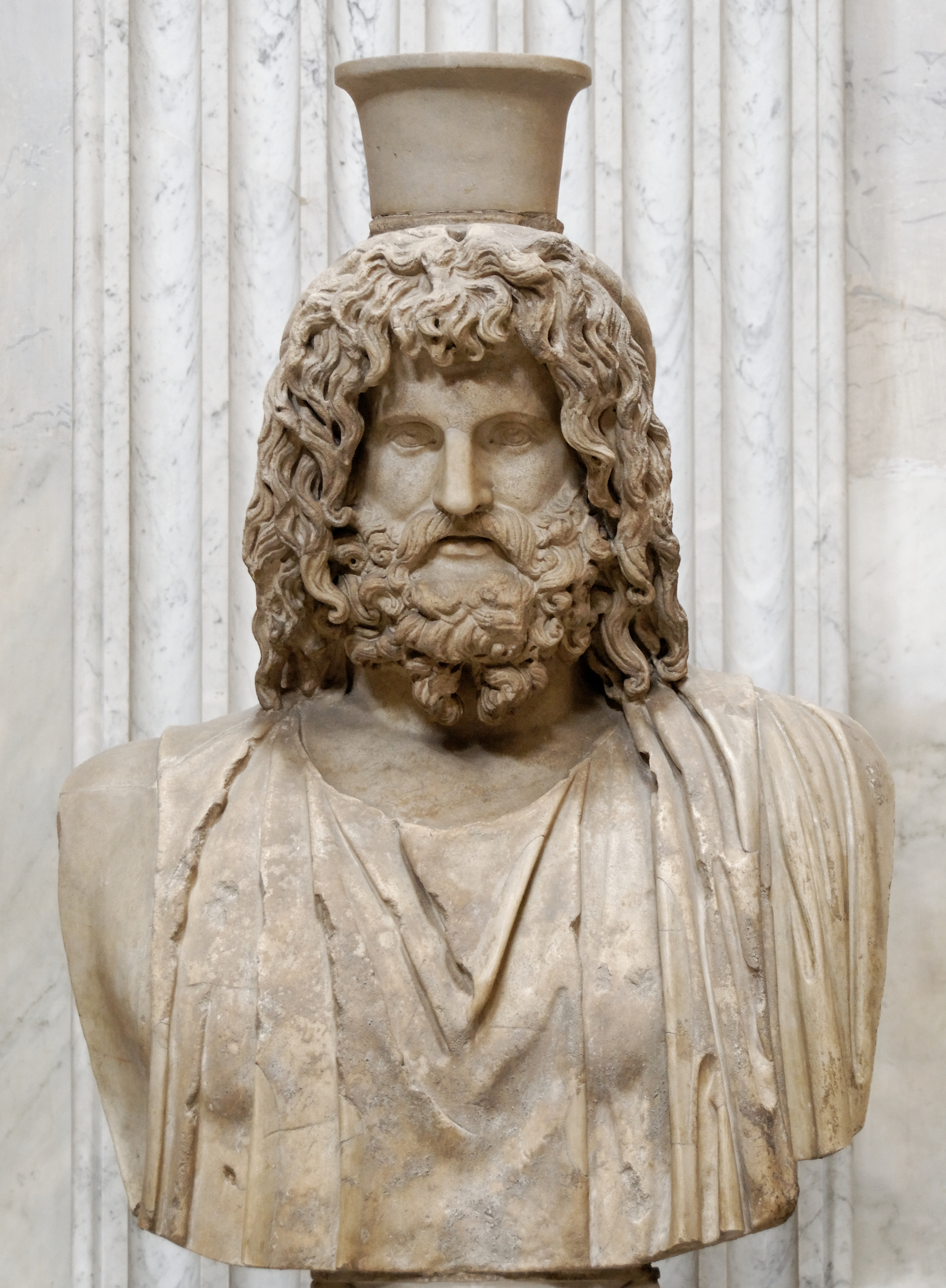
Estatua de Serapis (Museo Pío-Clementino, Vaticano).

Serapis (también Sérapis, Sarapis y Sárapis; en griego Σέραπις; nombre egipcio User-Hep) era una deidad sincrética greco-egipcia a la que Ptolomeo I declaró patrón de Alejandría y dios oficial de Egipto y Grecia con el propósito de vincular culturalmente a los dos pueblos.

## Elección del dios

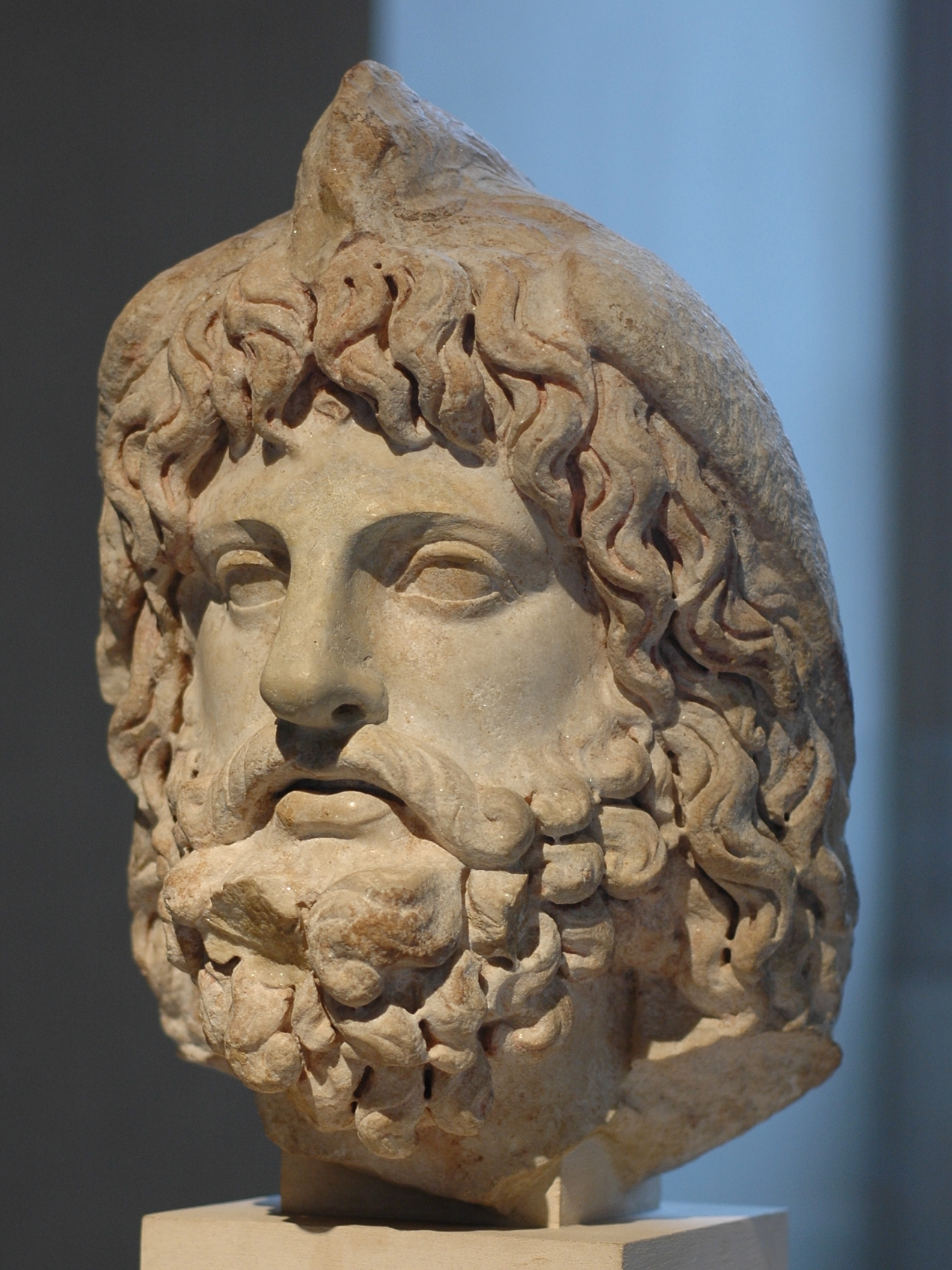
Serapis,, Túnez

Según un texto de Tácito, Sarapis fue el dios de la cercana población de Racotis antes de que formara parte de la gran capital de Alejandría; pero es improbable que se construyeran templos dedicados a los Apis  muertos, excepto en su tumba menfita, el Serapeum de Saqqara. 
Alejandro había potenciado el culto de Amón, pero este gozaba de escaso afecto entre muchos egipcios, pues era el dios de Kush y de los tebanos, que eran antagonistas del Delta, más modernizado. Por otra parte, Osiris, Isis y Horus  eran venerados y populares en todas partes. Y mientras Ptah, el artesano, dios de la gran capital nativa de Egipto, no resultaba atractivo, el buey Apis, considerado una encarnación de Ptah, había relegado al propio Ptah. La combinación de Osiris y el buey Apis, representado por la imagen de Apis muerto, aunaba todos los elementos de una sabia elección política para el carácter de la nueva divinidad, cuya imagen representaba a un dios del inframundo con características de fertilidad.
La más antigua mención de Sarapis se encuentra en la narración de la muerte de Alejandro, tomada de los diarios reales (Arriano, Anábasis, VII. 26). Según ella, Sarapis tiene un templo en Babilonia y es de tal importancia que sólo lo nombra a él al ser consultado el rey agonizante. Alteraría considerablemente nuestra concepción de Apis muerto si descubriéramos que un santuario portátil de la divinidad acompañó a Alejandro en su expedición, o preparado para él en Babilonia. 
Por otra parte, el principal dios de Babilonia era Zeus Belus (Baal Marduk) y es difícil imaginar que hubiera sido asimilado a Serapis en esta ocasión. Sin embargo, se sabe que Ea, llamado también Sarapsi, el dios del océano profundo, del aprendizaje y de la magia, contaba con un templo en la ciudad. Parece poco probable que este Sarapsi-Sarapis se adoptara en Sinope y de esta ciudad se tomara como origen del dios egipcio, en Alejandría; pero independientemente de si el nombre egipcio de Sarapis proviene realmente del Sarapsi babilónico, la importancia que este tuvo en los últimos días de Alejandro podría haber determinado la elección del egipcio Osiris-Apis para aportar el nombre y algunas de las principales características al dios de Alejandría.

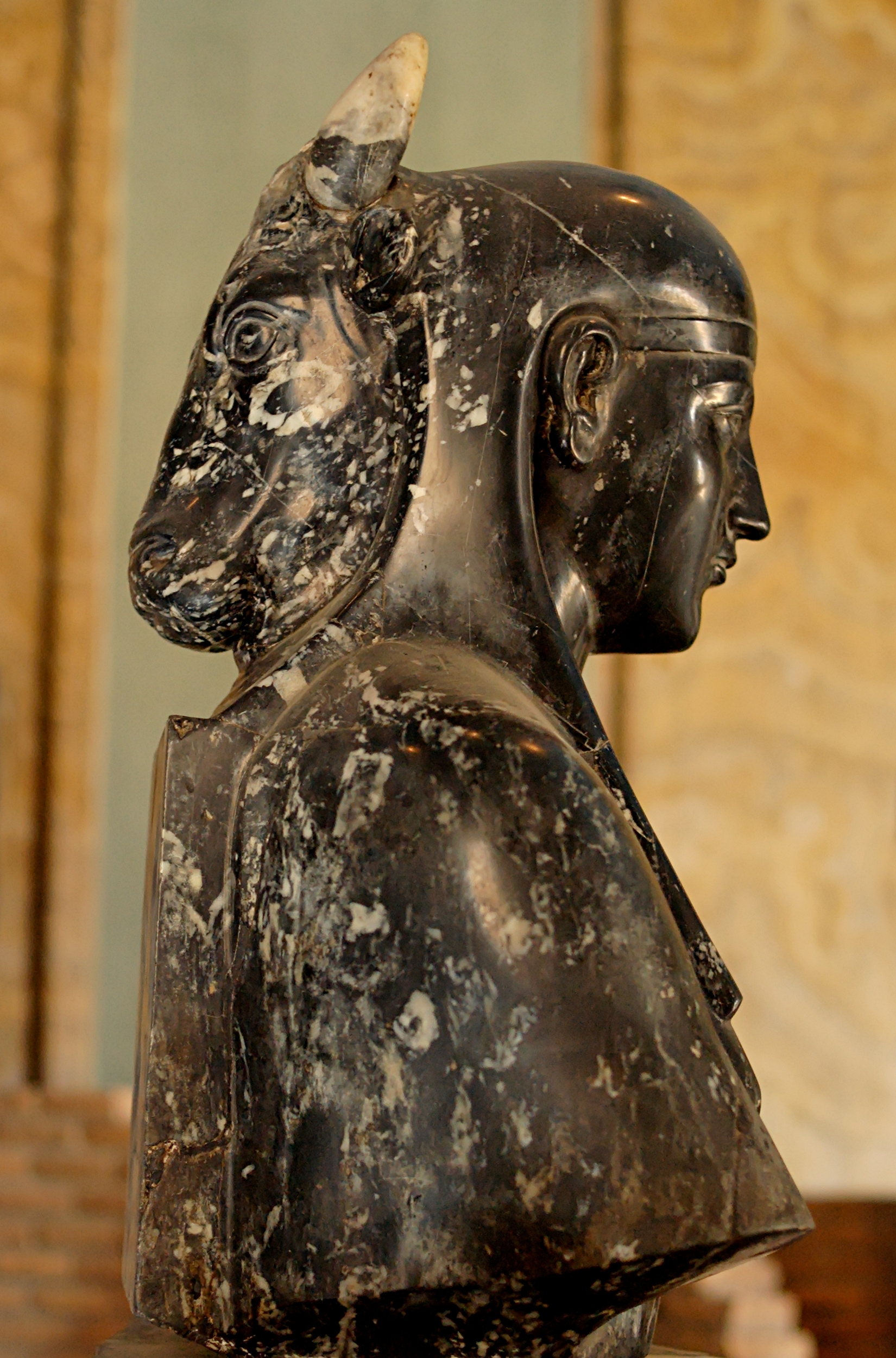
Busto janiforme de Antinoo: Osiris-Apis (Serapis) en el Museo Gregoriano Egiziano.

### Deidad sincrética
La intención de Ptolomeo consistía, probablemente, en hallar una deidad que se ganara por igual el respeto y veneración de los helenos y de los egipcios, intensamente tradicionalistas, cuyos sacerdotes habían repudiado a las precedentes dinastías extranjeras reinantes sobre Egipto, provocando fuertes resistencias. 
Es poco probable que los griegos hubiesen aceptado una divinidad zoocéfala, al modo egipcio, mientras que los egipcios estarían más dispuestos a aceptar cualquier aspecto para este dios. Se eligió, pues, un icono típico griego, que fue proclamado el equivalente antropomorfo de una muy venerada divinidad egipcia, el buey Apis, asimilado a Osiris, dios del inframundo (Duat). La figura griega probablemente tendría escasa influencia sobre las ideas religiosas de los egipcios, pero quizás sirviera como útil lazo entre las dos religiones.
De este modo, Serapis es un caso ejemplar de divinidad sincrética en la que prácticas cultuales de distinto origen se sintetizan en una nueva imagen. Si bien el concepto de sincretismo fue descrito por primera vez en el siglo XVII d. C., la práctica sincrética debe de haber sido habitual en la religión griega de la época helenística. Los griegos reconocían desde antaño al oráculo de Amón en Siwa como una manifestación de Zeus. Los cultos sincréticos grecorromanos de la divinidad persa Mitra y de la egipcia Isis están ampliamente documentados.
| Q1 | D4 | Aa5 · Q3 | Z7 | E1 | A40 |

| Q1 | D4 | Aa5 · Q3 | Z7 | E1 | A40 |

## Origen de la primera imagen
La estatua de Serapis, que se hallaba en el Serapeo de Alejandría, era de tipo y factura netamente griegas. Allí aparecía con los atributos icónicos de Hades, coronado con el modius, esto es, una cesta o medidor de grano —emblema del inframundo—, portando un cetro; a sus pies el can Cerbero y una serpiente.
Según Plutarco, Ptolomeo Sóter robó la imagen en Sinope (actual Sinop en Turquía, ciudad situada a orillas del mar Negro, frente a las costas de Crimea) cuando este dios desconocido le ordenó, en sueños, que lo llevase a Alejandría; aunque probablemente el origen sobrenatural del nuevo culto fue propagado desde los templos oficiales establecidos en la ciudad.
Cuando la imagen llegó a Alejandría, dos sacerdotes, expertos en asuntos religiosos, determinaron que se trataba de Serapis. Los consejeros fueron escogidos por Ptolomeo; uno de ellos era Timoteo, uno de los eumólpidas, una antigua familia de entre cuyos miembros se había escogido a los hierofantes de los misterios eleusinos desde tiempos inmemoriales. Ningún griego podía haber ofrecido una prueba de autenticidad más resonante. El otro era el erudito sacerdote egipcio Manetón.

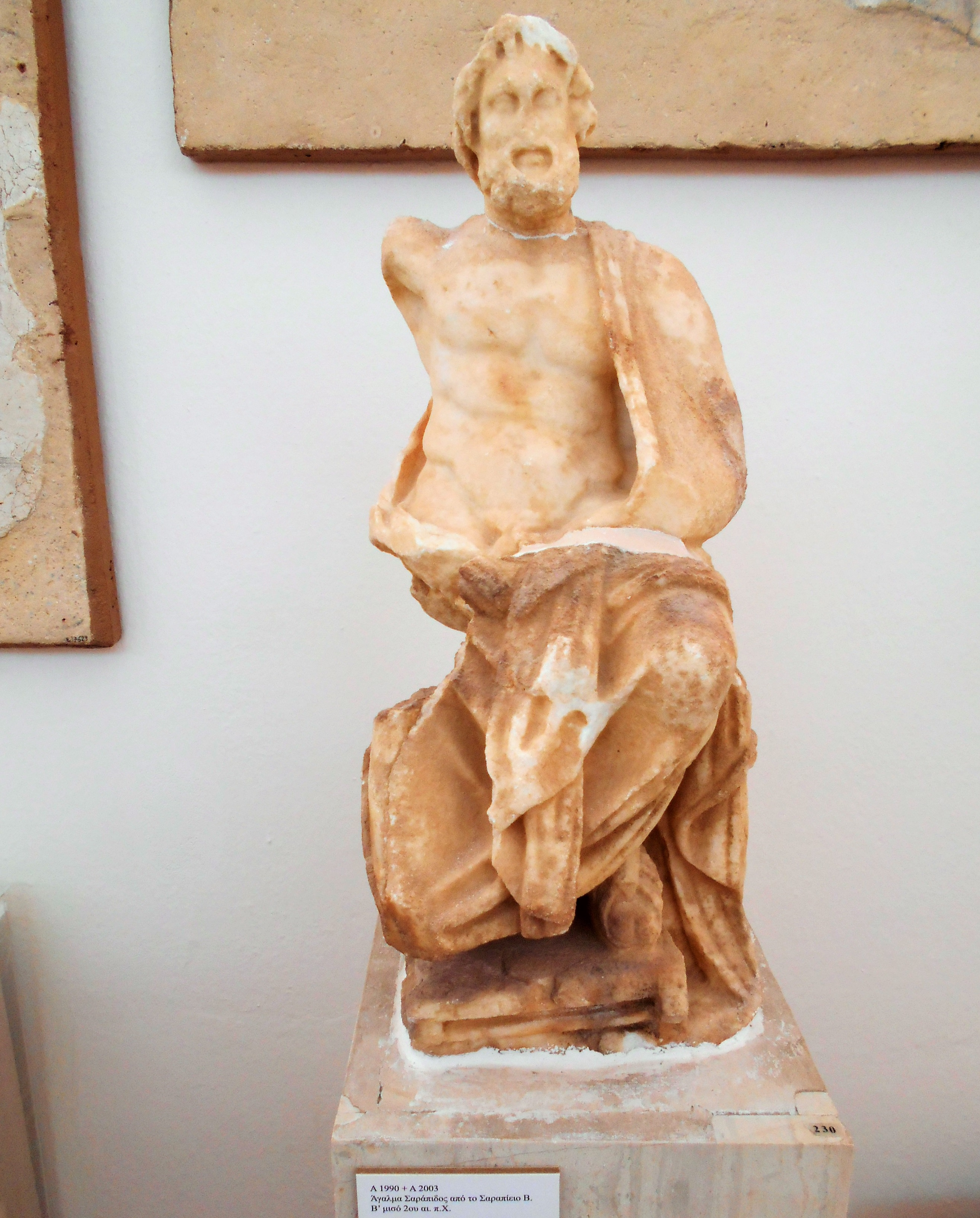
Estatuilla de Sarapis (segunda mitad del), en el Museo de Delos (Mýkonos -Grecia-).

## Posible etimología
Puede que el relato de Plutarco no se ajuste a los hechos; algunos estudiosos[cita requerida] sostienen que la adscripción de la estatua a Sinope es en realidad una deformación del nombre Sinopeion o "lugar de Apis", un nombre dado a la colina donde se emplazaba el Serapeo de Saqqara, junto a Menfis. No se duda, sin embargo, de que haya sido Ptolomeo Sóter quien fijó la iconografía para el dios de la nueva capital de Egipto, a quien se asoció con Isis y Harpócrates configurando una tríada.
Se entiende que el nombre 'Serapis' —escrito así en griego tardío y en latín y 'Sárapis' [Σάραπις] en griego clásico— deriva del nombre egipcio Userhapi, contracción de Osiris-Apis, nombre del buey Apis asimilado tras su muerte a Osiris, rey del inframundo. No hay dudas de que Serapis fue identificado pronto con Userhapi; la asimilación se percibe claramente en una inscripción bilingüe de la época de Ptolomeo IV Philopator (221 — 204 a. C.) y con frecuencia más adelante. Sin embargo, se ha afirmado que la existencia paralela de los nombres de Sarapis y Osorapis (Userhapi) apunta a un origen independiente para el primero; sin embargo, los dobletes, como Petisis-Petsis, son comunes en los nombres egipcios helenizados. 
La forma más correcta suele ser la posterior, hallada en documentos redactados por griegos relacionados estrechamente con los egipcios, mientras que la menos exacta es la forma tradicional, empleada por los griegos puros en textos literarios, corrompida por su escaso conocimiento de la cultura egipcia. Así, Sarapis sería la forma literaria y oficial del nombre; podría ser la tradicional, fechada quizás en el reinado de Amasis o a partir del período persa. Sabemos que en tiempos de Heródoto y aún antes, el descubrimiento de un nuevo buey Apis era ocasión de regocijo universal, mientras que su muerte la de luto universal. El antiguo serapeo (Puserhapi) y el nombre de Userhapi serían casi tan familiares a los primeros viajeros griegos en Egipto como lo eran los de Apieum y Apis.

## Difusión del culto

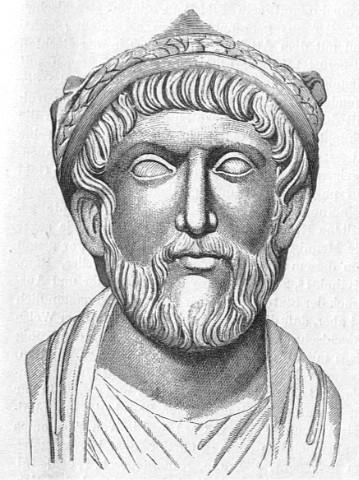
Sacerdote de Serapis en un grabado de 1885 a partir de una estatua romana de 120 a 130 d. C.

El dios patrono de Alejandría obtuvo rápidamente un lugar destacado en el mundo griego. Las representaciones humanas de Isis y Horus fueron fácilmente adaptadas a la imaginería griega, mientras que Anubis fue aceptado gracias a la imagen clásica griega del Cancerbero. El culto de Serapis —junto con Isis, Horus y Anubis— se propagó a lo largo del mundo helenístico, alcanzando también a Roma. A su vez, el ejército romano de Alejandro Severo (quien aparece en algunas monedas frente a una imagen de Serapis) llevó el culto de esta deidad hasta los últimos confines del Imperio. El culto de Serapis se convirtió así en uno de los principales de Occidente, conservando popularidad hasta los tiempos de Juliano el apóstata. La destrucción del Serapeo de Alejandría y de su famosa imagen en el año 391 d. C. o 392 d. C., tras el decreto de Teodosio, marcó el declive final del paganismo en todo el Imperio.
Serapis fue adorado, principalmente, como dios de la curación. Sus templos estaban vinculados a concurridos oráculos que interpretaban los sueños.